# ایرینا گرکووا
ایرینا گرکووا (انگلیسی: Irina Grekova; ۸ مارس ۱۹۰۷ – ۱۵ آوریل ۲۰۰۲) ریاضی‌دان و نویسنده اهل روسیه بود. وی دارای دکترای ریاضی و چند کتاب در زمینه نظریه احتمالات، نظریه بازی و تحقیق در عملیات نوشته است.